# Wang Fei (schaatsster)
Wang Fei (Chinees: 王霏) (20 februari 1982) (de familienaam is Wang) is een Chinees langebaanschaatsster.
Wang Fei nam zesmaal deel aan het Aziatisch Kampioenschap (het kwalificatietoernooi voor de Aziatische deelname aan het WK Allround) en eindigde alle zes keer bij de top zes. In 2006 en 2007 veroverde ze de titel en in 2008 werd ze derde. Ze kwalificeerde zich viermaal voor een WK Allround. Haar hoogste eindklassering is de negende plaats op het WK Allround van 2008, op dit toernooi veroverde ze de bronzen afstandmedaille op de 500m.

## Persoonlijke records
| Afstand    | Tijd    | Datum           | Baan       |
| ---------- | ------- | --------------- | ---------- |
| 500 meter  | 39,05   | 9 februari 2007 | Heerenveen |
| 1000 meter | 1.14,31 | 9 november 2007 | Calgary    |
| 1500 meter | 1.54,35 | 3 maart 2007    | Calgary    |
| 3000 meter | 4.01,98 | 4 maart 2007    | Calgary    |
| 5000 meter | 7.06,44 | 22 oktober 2006 | Calgary    |

## Resultaten
| Jaar | CK Azië | WK Allround | WK Afstanden                  | Olympische Spelen                              |
| ---- | ------- | ----------- | ----------------------------- | ---------------------------------------------- |
| 2003 | 5e      |             | 20e 1500m                     |                                                |
| 2004 | 4e      | nc14        | 7e 1500m 14e 3000m            |                                                |
| 2005 | 6e      |             |                               |                                                |
| 2006 | Goud    | 10e         |                               | 12e 1500m 12e 3000m 15e 5000m 8e achtervolging |
| 2007 | Goud    | 11e         | 5e 1000m 9e 1500m 11e 3000m   |                                                |
| 2008 | Brons   | 9e          | 17e 1500m 19e 3000m 11e 1000m |                                                |
| 2009 |         |             |                               |                                                |
| 2010 |         |             |                               | 20e 1500m 22e 3000m                            |

### Medaillespiegel
| Kampioenschap | Goud | Zilver | Brons |
| ------------- | ---- | ------ | ----- |
| CK Azië       | 2    | 0      | 1     |